# Delphine Menant
Delphine Menant (Cherbourg, 11 octobre 1850 - Paris 6e, 29 juillet 1932) est une exploratrice et ethnologue française.

## Biographie
Fille de l'orientaliste Joachim Menant et élève de l'orientaliste James Darmesteter, elle est envoyée en 1900 comme attachée du musée Guimet, dans le nord-ouest de l'Inde pour y étudier la civilisation parsie.
Elle part ainsi avec sa mère et un domestique et arrive à Bombay en octobre 1900. Elle y analyse alors les Parsis, leur vie familiale et politique, leurs écoles, hôpitaux et religion, leurs rites funéraires... puis prend le train, le 18 décembre, pour se rendre dans le Goudjerat et y étudier les communautés parsies. Elle reste ainsi à Umbergaon (en) et Nargol puis à Sanjan et Navsari.
Au début du mois de janvier 1901, elle entre à Bharuch puis part pour Baroda où elle loge chez les souverain. Blessée dans un accident de voiture, elle reste trois semaines à l'hôpital de Surate et rencontre la famille qui hébergea en 1758-1761 Anquetil-Duperron, le premier traducteur du livre sacré des Parsis, le Zend-Avesta.

## Publications
- Les Parsis, histoire des communautés zoroastriennes de l'Inde, illustré de photographies par Berthaud, Paris, Ernest Leroux, 1898 lire en ligne sur Gallica, prix Marcelin Guérin de l’Académie française en 1899
- Rapport sur une mission scientifique dans l'Inde britannique, 1902. In : Nouvelles Archives des Missions Scientifiques et Littéraires, choix de rapports et instructions, Tome X. Ministère de l’instruction publique et des beaux-arts, Paris, Imprimerie nationale, p. 309-351 + 3 planches.
- Note de Mlle Delphine Menant sur les différentes cérémonies du culte mazdéen, présentée par Georges Perrot, Comptes rendus des séances de l'Académie des Inscriptions et Belles-Lettres, no 4, vol. 46, 1902, p. 414
- Sacerdoce zoroastrien à Nausari, 1912